# Agonopterix irrorata
Agonopterix irrorata — вид метеликів родини плоских молей (Depressariidae).

## Поширення
Вид поширений у Франції, Швейцарії, Сицилії, Хорватії, Греції, на Криті, в Ізраїлі та Сирії. В Україні трапляється в Криму.

## Опис
Розмах крил становить 16-20 мм.